# Ray Charles

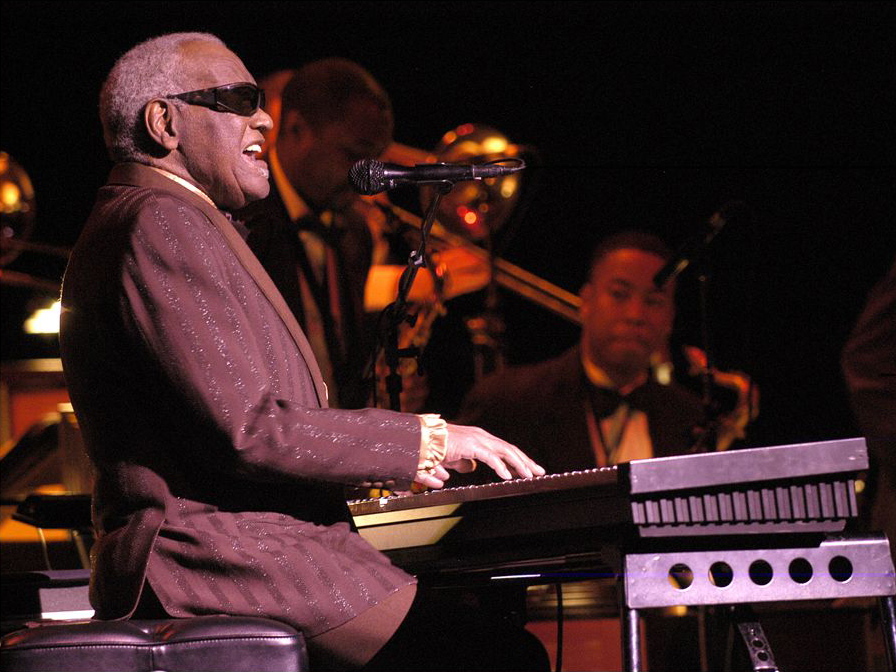
Ray Charles bei seinem letzten Auftritt auf dem Festival International de Jazz de Montréal (2003)

Ray Charles (* 23. September 1930 als Raymond Charles Robinson in Albany, Georgia; † 10. Juni 2004 in Beverly Hills, Kalifornien) war ein US-amerikanischer Sänger, Songwriter und Pianist. Er wird auch als der „Hohepriester des Soul“ bezeichnet. Sein Einfluss war stilprägend für die Entwicklung von Rhythm and Blues, Blues, Country und Soul. Insgesamt hat er etwa 90 Millionen Tonträger verkauft.

## Leben

### Kindheit
Er wuchs zur Zeit der Rassentrennung zusammen mit seinem Bruder George in ärmlichen Verhältnissen bei seiner Mutter Aretha auf. In einem Hinterhof in der Nähe seiner Wohnsiedlung erlernte er das Klavierspielen. Er erblindete im Alter von sieben Jahren an einem Glaukom. Neun Monate zuvor hatte er mitansehen müssen, wie sein Bruder in einem Waschzuber ertrank. Er besuchte die St.-Augustine-Schule für Gehörlose und Blinde, wo ihm eine umfassende musikalische Ausbildung zuteilwurde. Seine Mutter, die ihn alleine großgezogen hatte, starb im Mai 1945, als Ray Charles 14 Jahre alt war. In dieser Zeit verließ er die Blindenschule und begann, als freischaffender Künstler seine Karriere aufzubauen.

### Karriere

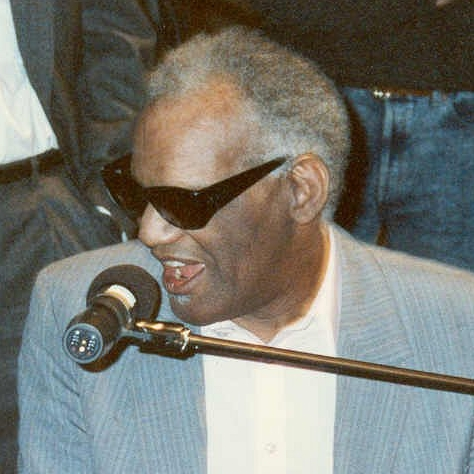
Ray Charles, 1990

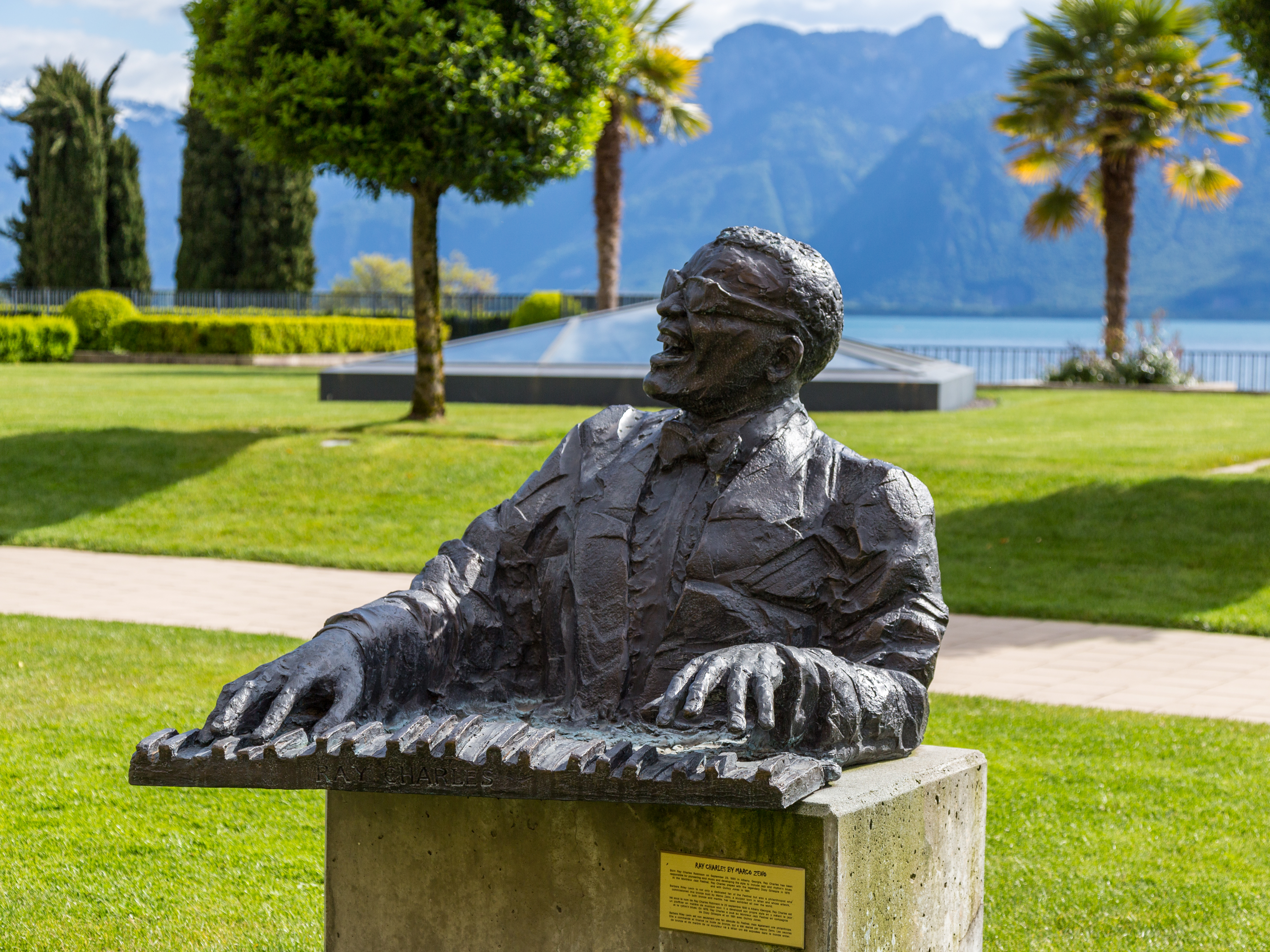
Skulptur des Ray Charles in den Gärten des Montreux Palace

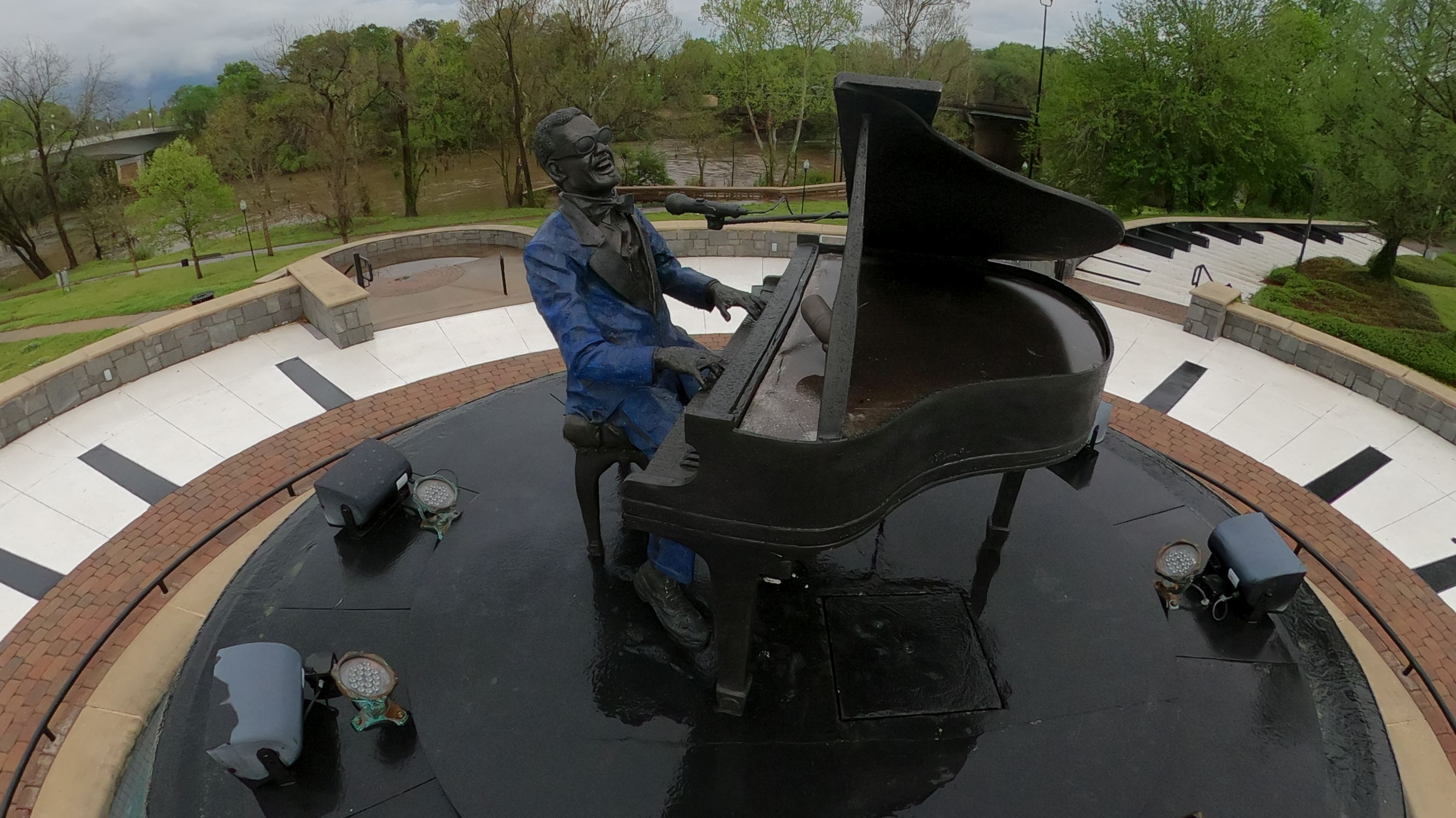
Ray Charles Denkmal in Albany

Charles begann als Musiker in Florida und zog 1947 nach Seattle. Dort nahm er im November 1948 als Mitglied des Maxin Trios mit Gosady D. McKee, Gitarre, und Milton S. Garred, Bass, seine ersten Schallplatten auf. Die erste Single Confession Blues / I Love You I Love You erschien im Februar 1949 bei dem kleinen Label Down Beat Records in Los Angeles. Der Titel erzielte mit Platz 2 der Rhythm-&-Blues-Hitparade einen beachtlichen Erstlingserfolg. Seine frühen Aufnahmen gehörten zum Rhythm & Blues und adaptierten Charles Brown oder Nat King Cole.
Im selben Jahr wurde die Band in Ray Charles Trio umbenannt; Mitglieder waren außer ihm (Gesang/Piano) nun Gosady McKee (Gitarre), Tiny Webb (Gitarre) und Ralph Hamilton (Bass). Mittlerweile hatte sich Down Beat Records in SwingTime Records umbenannt, wo 1949 die Single How Long Blues/Blues Before Sunrise (#178) veröffentlicht wurde. Nach insgesamt sechs Singles hatte Charles ein größeres Orchester um sich versammelt, bestehend aus Teddy Buckner (Trompete), Marshall Royal (Altsaxophon), Jack McVea (Tenorsaxophon), Charles Waller (Baritonsaxophon), Louis Speiginer (Gitarre), Billy Hadnott (Bass) und Clifton „Rudy“ Pitts (Schlagzeug). Unter dem Namen Ray Charles Orchestra entstanden im Mai 1950 vier Aufnahmen, die auf zwei SwingTime-Singles verteilt wurden. Bei diesem Label blieb er bis September 1952 und wurde für eine Ablösesumme von $ 5000 vom großen Rhythm-&-Blues-Label Atlantic Records unter Vertrag genommen.
Erst bei Atlantic Records wurde seine Musik in mehrfacher Hinsicht (Gesang, Instrumentalstil, Komposition, Arrangement) unverwechselbar, da er Gospel- und Jazzeinflüsse betonte. Mit der Verbindung von Rhythm & Blues und Gospel wurde Charles zu einem der wichtigsten Wegbereiter und Musiker des Soul, unterstützt durch den Unternehmer Ahmet Ertegün und den Produzenten Jerry Wexler. Sein erster Erfolg war Mess Around, das auf Cow Cow Davenports Cow Cow Blues zurückgeht und dessen Text auf dem Boogie-Klassiker Pinetop’s Boogie Woogie (1929) von Pinetop Smith basiert.
Es dauerte bis zum Mai 1953, dass aus sieben Titeln dieser Aufnahmesession It Should Have Been Me ausgewählt wurde, das den fünften Rang der R&B-Charts erreichte. Mit seiner sechsten Atlantic-Single I’ve Got a Woman (in der Elvis-Presley-Version I Got a Woman), geschrieben mit seinem Trompeter Renald Richard und aufgenommen im November 1954 in Atlanta, gelang ihm sein erster Nummer-eins-Hit in den R&B-Charts. Die Top-Platzierung schaffte er noch dreimal, wobei die im Juni 1959 veröffentlichte Single What’d I Say zu seinem größten Hit bei Atlantic Records wurde. Nach insgesamt 28 Singles, von denen 13 die Top-10 der R&B-Charts erreichten, wechselte Ray Charles im November 1959 zu ABC-Paramount.
Beim neuen Label ABC-Paramount feierte er unter dem Produzenten Sid Feller auch kommerzielle Erfolge. Mit dem im August 1960 veröffentlichten Georgia on My Mind griff er einen Jazzstandard auf und landete damit den zweiten Millionenseller. Erstmals konnte er sogar die Spitzenposition auch in den Pop-Charts belegen. Die bluesigen Sounds bei Atlantic Records waren bei ABC Records von Geigen untermalten Pop-Arrangements gewichen. Hit the Road Jack kam im August 1961 auf den Markt und setzte ebenfalls über eine Million Exemplare um. Sein größter Hit erschien im April 1962 mit I Can’t Stop Loving You, einem Country-Klassiker, der über zwei Millionen Mal verkauft wurde. Als Hintergrundchor diente weiterhin die Girlgroup The Raelettes, die seine Karriere bis in die 70er Jahre begleitete.
Der zuletzt genannte Titel stammte aus dem im April 1962 veröffentlichten und in über 500.000 Exemplaren verkauften Album Modern Sounds in Country and Western Music. Aus diesem wurden zudem Born to Lose, You Don’t Know Me und Careless Love ausgekoppelt. Danach folgten Hits wie Crying Time, Busted und Take These Chains From My Heart. 1966 produzierte er Lets Go Get Stoned von Ashford & Simpson. 1967 interpretierte er den gleichnamigen Titelsong des oscarprämierten Films In der Hitze der Nacht. Einen weiteren Erfolg hatte er mit seiner Version von America the Beautiful im Juni 1972.
Charles hatte auch zahlreiche Duettpartner. So sang er unter anderem mit Country-Musik-Größen wie George Jones, Hank Williams Jr., Johnny Cash, Willie Nelson und Merle Haggard. Auch wenn seine Charterfolge schwanden, war die Begeisterung über seine intensiven Live-Auftritte ungebrochen. 1997 trat er beim Montreux Jazz Festival auf. Der auch finanziell erfolgreichste schwarze Entertainer seiner Generation wird von zahlreichen Musikern als wichtige Einflussquelle genannt.

### Eheschließungen und Kinder
Charles war zweimal verheiratet: von 1951 bis 1952 mit Eileen Williams und von 1955 bis 1977 mit Della Beatrice Howard, mit der er drei Kinder hatte. Außerdem hatte er einige Beziehungen, auch außerhalb seiner Ehen, aus denen weitere neun Kinder hervorgingen. Seine Langzeitfreundin bis zu seinem Tod war Norma Pinella. Seine Kinder, nach Alter geordnet:
- Evelyn Robinson (* 1950, Tochter von Louise Mitchell)
- Ray Charles Robinson, Jr. (* 1955, Sohn von Della Robinson)
- David Robinson (* 1958, Sohn von Della Robinson)
- Charles Wayne Hendricks (* 1959, Sohn von Margie Hendrix, die eine der Raelettes war)
- Reverend Robert Robinson (* 1960, Sohn von Della Robinson)
- Raenee Robinson (* 1961, Tochter von Mae Mosely Lyles)
- Sheila Robinson aka Sheila Raye Charles (* 1963, Tochter von Sandra Jean Betts)
- Reatha Butler
- Alexandria Bertrand (Tochter von Chantelle Bertrand),
- Jean Bettincent Kotchounian (* 1977, Sohn von Arlette Kotchounian. Er war der Fotograf am Album Would You Believe)
- Robyn Moffett (* 1978, Tochter von Gloria Moffett)
- Ryan Corey Robinson den Bok (* 1987, Sohn von Mary Anne den Bok).[6]

### Drogenkonsum
In den 1950er-Jahren begann Charles während seiner Tourneen Alkohol, Marihuana und Heroin zu konsumieren. Dadurch geriet er in das Visier der Drogenfahndung. Nachdem er in den 1950er-Jahren und 1961 wegen seines Drogenkonsums festgenommen worden war, wurde er 1964 zu einer Haftstrafe mit fünf Jahren Bewährung verurteilt. Anschließend machte er eine Entziehungskur. Seit Ende der 1970er-Jahre lebte er ohne Drogen.

### Tod
Charles starb am 10. Juni 2004 im Alter von 73 Jahren an den Folgen von Leberkrebs im Kreise seiner Angehörigen in Beverly Hills. Er wurde am 18. Juni 2004 auf dem Inglewood Park Cemetery in Inglewood bei Los Angeles beigesetzt. BB King, Glen Campbell, Stevie Wonder und Wynton Marsalis spielten zu seinen Ehren bei der Beisetzung. Willie Nelson sang Georgia On My Mind.

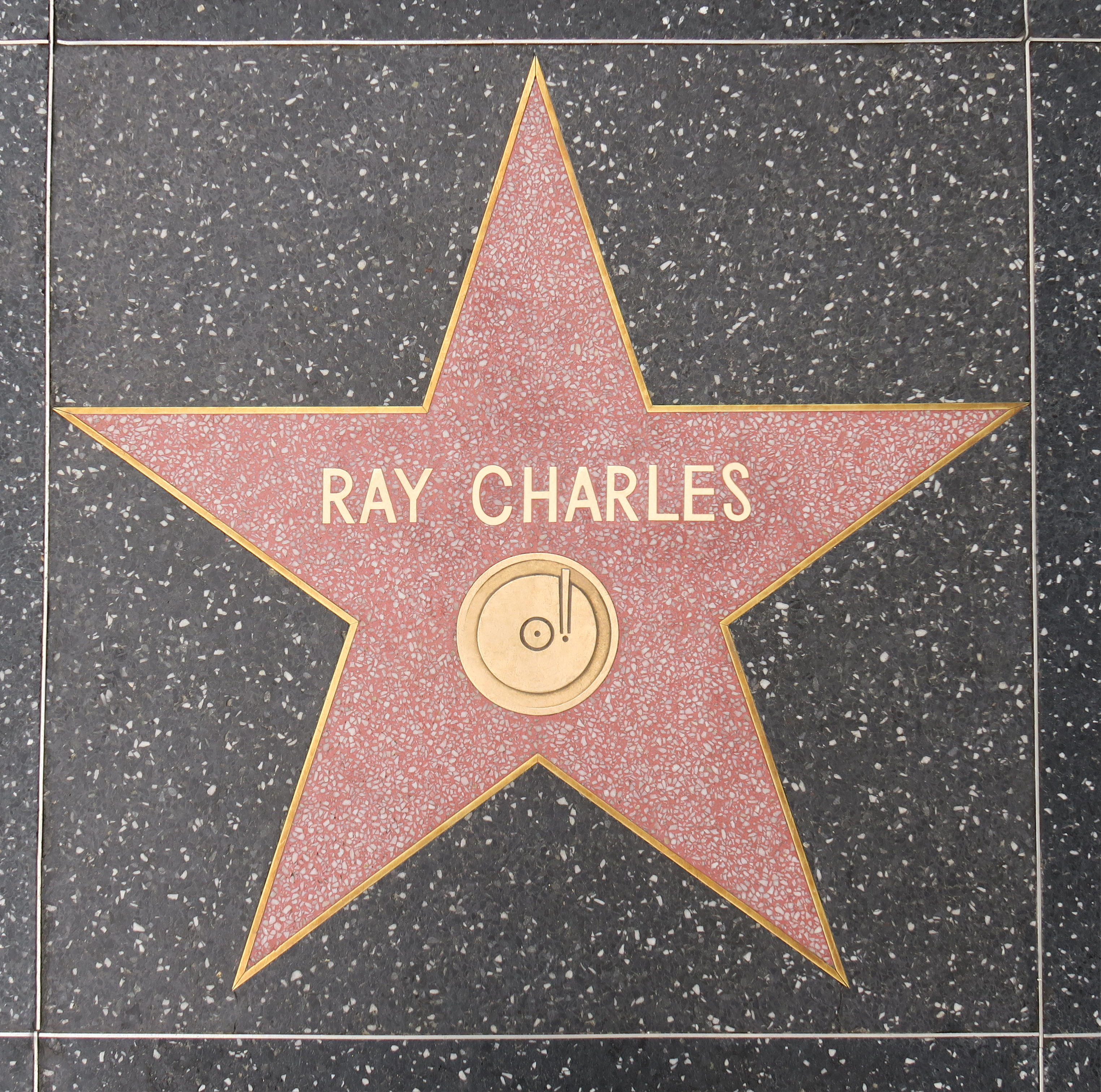
Ray Charles Stern auf dem Hollywood Walk of Fame.

## Auszeichnungen
Charles wurde mit zahlreichen Musikpreisen ausgezeichnet, darunter auch zahlreiche Grammy Awards. Den Grammy Award for Best R&B Performance erhielt er fünfmal und ist damit der Künstler, der den Preis am häufigsten erhalten hat, weitere viermal bekam er den Grammy Award for Best Male R&B Vocal Performance.
Er zählt zur Rock and Roll Hall of Fame und ist Mitglied der Blues Hall of Fame, der Songwriters Hall of Fame, der Grammy Hall of Fame, der Jazz Hall of Fame, der Georgia Music Hall of Fame, der Florida Artists Hall of Fame und der Country Music Hall of Fame. Im Jahr 1993 erhielt er den National Medal of Arts des US-Kongresses. 1998 erhielt er den begehrten Polar Music Prize gemeinsam mit Ravi Shankar. Nach seinem Tod wurde ihm 2005 die Grammy-Award-Show gewidmet.
The Spirit of Christmas wurde in die Wireliste The Wire’s “100 Records That Set The World On Fire (While No One Was Listening)” aufgenommen. Das Magazin Rolling Stone wählte ihn auf Platz 2 der 100 größten Sänger sowie auf Platz 10 der 100 größten Musiker aller Zeiten.

## Ray Charles in Film, Musik und Fernsehen
Charles hatte Gastauftritte in den Filmen Blues Brothers und Agent 00 – Mit der Lizenz zum Totlachen, in der Kindersendung Sesamstraße sowie in den US-Sitcoms Wer ist hier der Boss?, Die Nanny, Das Model und der Schnüffler und der Bill Cosby Show, zudem sang er in der sechsten und siebten Staffel der Sitcom Mann muss nicht sein im Vorspann seine Version von Georgia On My Mind, wobei er in erstgenannter auch neben den Hauptdarstellern zu sehen war. 1965 spielte er die Hauptrolle in dem Film Halt die Tasten heiß, einem Spielfilm, der ausgehend von einer Rahmenhandlung, der Freundschaft von Charles mit einem blinden Jungen, Ausschnitte aus seinen Konzerten zeigte.
Charles’ erste Lebenshälfte wurde 2004 unter dem Titel Ray verfilmt. Der Film des Regisseurs Taylor Hackford (Drehbuch: James L. White) schildert Teile der Lebensgeschichte von Ray Charles – beginnend mit seiner Reise nach Seattle bis zur Ernennung von Georgia On My Mind zum Staatstitel Georgias und der Aufhebung der Verbannung und mit Rückblenden in seine Kindheit. Der Hauptdarsteller Jamie Foxx erhielt für seine Darstellung von Ray Charles den Oscar als bester Hauptdarsteller. Alexis Spraic drehte 2010 eine zweistündige Dokumentation, in der David Duchovny Ray Charles’ America präsentiert.

## Diskografie
Studioalben
| Jahr                        | Titel                                              | Höchstplatzierung, Gesamtwochen, AuszeichnungChartplatzierungen (Jahr, Titel, Platzierungen, Wochen, Auszeichnungen, Anmerkungen) | Höchstplatzierung, Gesamtwochen, AuszeichnungChartplatzierungen (Jahr, Titel, Platzierungen, Wochen, Auszeichnungen, Anmerkungen) | Höchstplatzierung, Gesamtwochen, AuszeichnungChartplatzierungen (Jahr, Titel, Platzierungen, Wochen, Auszeichnungen, Anmerkungen) | Höchstplatzierung, Gesamtwochen, AuszeichnungChartplatzierungen (Jahr, Titel, Platzierungen, Wochen, Auszeichnungen, Anmerkungen) | Höchstplatzierung, Gesamtwochen, AuszeichnungChartplatzierungen (Jahr, Titel, Platzierungen, Wochen, Auszeichnungen, Anmerkungen) | Anmerkungen                                                 |
| Jahr                        | Titel                                              | DE | AT | CH | UK | US | Anmerkungen                                                 |
| --------------------------- | -------------------------------------------------- | --- | --- | --- | --- | --- | ----------------------------------------------------------- |
| 1957                        | Ray Charles                                        | — | — | — | — | — | Erstveröffentlichung: 1957                                  |
| 1957                        | The Great Ray Charles                              | — | — | — | — | — | Erstveröffentlichung: August 1957                           |
| 1958                        | Soul Brothers                                      | — | — | — | — | — | Erstveröffentlichung: 1958 mit Milt Jackson                 |
| 1958                        | Yes, Indeed!                                       | — | — | — | — | — | Erstveröffentlichung: Oktober 1958                          |
| 1959                        | What’d I Say                                       | — | — | — | — | US41 (73 Wo.)US | Erstveröffentlichung: 19. Oktober 1959                      |
| 1959                        | The Genius of Ray Charles                          | — | — | — | — | US17 (82 Wo.)US | Erstveröffentlichung: 30. November 1959                     |
| 1960                        | The Genius Hits The Road                           | — | — | — | — | US9 (50 Wo.)US | Erstveröffentlichung: September 1960                        |
| 1960                        | Ray Charles at Newport                             | — | — | — | — | — | Erstveröffentlichung: 1960                                  |
| 1961                        | Dedicated to You                                   | — | — | — | — | US11 (31 Wo.)US | Erstveröffentlichung: 11. Januar 1961                       |
| 1961                        | Genius + Soul = Jazz                               | — | — | — | — | US4 (48 Wo.)US | Erstveröffentlichung: 24. März 1961                         |
| 1961                        | The Genius After Hours                             | — | — | — | — | US49 (17 Wo.)US | Erstveröffentlichung: August 1961                           |
| 1961                        | Ray Charles and Betty Carter                       | — | — | — | — | US52 (15 Wo.)US | Erstveröffentlichung: 1961                                  |
| 1961                        | The Genius Sings the Blues                         | — | — | — | — | US73 (12 Wo.)US | Erstveröffentlichung: September 1961                        |
| 1961                        | Do the Twist With Ray Charles!                     | — | — | — | — | US11 (52 Wo.)US | Erstveröffentlichung: 1961                                  |
| 1962                        | At The Club                                        | DE25 (4 Wo.)DE | — | — | — | — | Erstveröffentlichung: 1962                                  |
| 1962                        | Modern Sounds in Country and Western Music         | — | — | — | UK6 (21 Wo.)UK | US1 Gold · (127 Wo.)US | Erstveröffentlichung: April 1962 Verkäufe: + 500.000        |
| 1962                        | The Ray Charles Story                              | DE24 (8 Wo.)DE | — | — | — | US14 (38 Wo.)US | Erstveröffentlichung: 1962                                  |
| 1962                        | Modern Sounds in Country and Western Music, Vol. 2 | — | — | — | — | US2 Gold · (57 Wo.)US | Erstveröffentlichung: Oktober 1962 Verkäufe: + 500.000      |
| 1962                        | Soul Meeting                                       | — | — | — | — | — | Erstveröffentlichung: November 1962 mit Milt Jackson        |
| 1963                        | Ingredients in a Recipe for Soul                   | — | — | — | — | US2 (36 Wo.)US | Erstveröffentlichung: 1963                                  |
| 1964                        | Sweet & Sour Tears                                 | — | — | — | — | US9 (23 Wo.)US | Erstveröffentlichung: 1964                                  |
| 1964                        | Have a Smile With Me                               | — | — | — | — | US36 (16 Wo.)US | Erstveröffentlichung: 1964                                  |
| 1965                        | Country & Western Meets Rhythm & Blues             | — | — | — | — | US116 (7 Wo.)US | Erstveröffentlichung: 1965                                  |
| 1966                        | Crying Time                                        | — | — | — | — | US15 (36 Wo.)US | Erstveröffentlichung: 1966                                  |
| 1966                        | Ray’s Moods                                        | — | — | — | — | US52 (17 Wo.)US | Erstveröffentlichung: 1966                                  |
| 1967                        | A Man & His Soul                                   | — | — | — | — | US77 Gold · (62 Wo.)US | Erstveröffentlichung: 1967 Verkäufe: + 500.000              |
| 1967                        | Ray Charles Invites You to Listen                  | — | — | — | — | US76 (34 Wo.)US | Erstveröffentlichung: 1967                                  |
| 1968                        | A Portrait of Ray                                  | — | — | — | — | US51 (24 Wo.)US | Erstveröffentlichung: 1968                                  |
| 1969                        | King of Soul                                       | DE33 (4 Wo.)DE | — | — | — | — | Erstveröffentlichung: 1969                                  |
| 1969                        | Doing His Thing                                    | — | — | — | — | US172 (3 Wo.)US | Erstveröffentlichung: 1969                                  |
| 1969                        | I’m All Yours-Baby!                                | — | — | — | — | US167 (11 Wo.)US | Erstveröffentlichung: 1969                                  |
| 1970                        | My Kind of Jazz                                    | — | — | — | — | US155 (2 Wo.)US | Erstveröffentlichung: 1970                                  |
| 1970                        | Love Country Style                                 | — | — | — | — | US192 (4 Wo.)US | Erstveröffentlichung: Juni 1970                             |
| 1971                        | Volcanic Action of My Soul                         | — | — | — | — | US52 (16 Wo.)US | Erstveröffentlichung: April 1971                            |
| 1972                        | A Message from the People                          | — | — | — | — | US52 (22 Wo.)US | Erstveröffentlichung: 1972                                  |
| 1972                        | Through the Eyes of Love                           | — | — | — | — | US186 (8 Wo.)US | Erstveröffentlichung: 1972                                  |
| 1973                        | My Kind of Jazz, Number 2                          | — | — | — | — | — | Erstveröffentlichung: 1973                                  |
| 1974                        | Come Live With Me                                  | — | — | — | — | — | Erstveröffentlichung: 1974                                  |
| 1975                        | Renaissance                                        | — | — | — | — | US175 (3 Wo.)US | Erstveröffentlichung: Juni 1975                             |
| 1975                        | My Kind of Jazz, Pt. 3                             | — | — | — | — | — | Erstveröffentlichung: Oktober 1975                          |
| 1976                        | Porgy & Bess                                       | — | — | — | — | — | Erstveröffentlichung: 1976 mit Cleo Laine                   |
| 1977                        | True to Life                                       | — | — | — | — | US78 (20 Wo.)US | Erstveröffentlichung: 1. Oktober 1977                       |
| 1978                        | Love & Peace                                       | — | — | — | — | — | Erstveröffentlichung: 1978                                  |
| 1979                        | Ain’t It So                                        | — | — | — | — | — | Erstveröffentlichung: 1979                                  |
| 1980                        | Brother Ray is at it Again                         | — | — | — | — | — | Erstveröffentlichung: 1980                                  |
| 1981                        | The Legend Lives…                                  | DE24 (6 Wo.)DE | — | — | — | — | Erstveröffentlichung: 1981                                  |
| 1983                        | Wish You Were Here Tonight                         | — | — | — | — | — | Erstveröffentlichung: 1983                                  |
| 1984                        | Friendship                                         | — | — | — | — | US75 (20 Wo.)US | Erstveröffentlichung: August 1984 Verkäufe: + 57.500        |
| 1984                        | Do I Ever Cross Your Mind?                         | — | — | — | — | — | Erstveröffentlichung: 1984                                  |
| 1986                        | From the Pages of My Mind                          | — | — | — | — | — | Erstveröffentlichung: 1. Juli 1986                          |
| 1988                        | Just Between Us                                    | — | — | — | — | — | Erstveröffentlichung: 15. November 1988                     |
| 1990                        | Would You Believe?                                 | — | — | — | — | — | Erstveröffentlichung: 5. Oktober 1990                       |
| 1993                        | My World                                           | — | — | — | — | US145 (8 Wo.)US | Erstveröffentlichung: 9. März 1993                          |
| 1996                        | Strong Love Affair                                 | — | — | — | — | — | Erstveröffentlichung: 30. Januar 1996                       |
| 2002                        | Thanks for Bringing Love Around Again              | — | — | — | — | — | Erstveröffentlichung: 7. Mai 2002                           |
| Posthume Veröffentlichungen |                                                    | | | | | |                                                             |
|                             |                                                    | | | | | |                                                             |
| 2004                        | Genius Loves Company                               | DE10 Gold · (33 Wo.)DE | AT1 Gold · (34 Wo.)AT | CH4 Gold · (37 Wo.)CH | UK18 Gold · (19 Wo.)UK | US1 ×3Dreifachplatin · (61 Wo.)US                                                                                                 | Erstveröffentlichung: 29. August 2004 Verkäufe: + 4.370.000 |
| 2005                        | Genius & Friends                                   | DE84 (1 Wo.)DE | AT38 (3 Wo.)AT | CH37 (4 Wo.)CH | — | US36 (7 Wo.)US | Erstveröffentlichung: 23. September 2005                    |
| 2006                        | Ray Sings, Basie Swings                            | — | — | — | UK63 (1 Wo.)UK | US23 (11 Wo.)US | Erstveröffentlichung: 5. März 2007                          |

grau schraffiert: keine Chartdaten aus diesem Jahr verfügbar

## Werke
- 1993: American Superstars – The Best Of Ray Charles. Edl (edel).
- 1998: Ray Charles At Newport. Atlantic (Warner Music).